# Michael von der Heide
Michael von der Heide (ur. 16 października 1971 w Amden) – szwajcarski piosenkarz.

## Życiorys
Jest synem Niemca i Szwajcarki. Jako dziecko nauczył się grać na fortepianie i gitarze.
W 1996 nagrał i wydał debiutancki album studyjny sygnowany jego imieniem i nazwiskiem. W 1998 wydał drugą płytę pt. 30°, którą promował singlem „Bad Hair Days”. Album dotarł do 18. miejsca listy najczęściej kupowanych płyt w Szwajcarii. W 1999 wziął udział z utworem „Bye Bye Bar” w niemieckich eliminacjach do 44. Konkursu Piosenki Eurowizji. W marcu wystąpił w finale selekcji i zajął piąte miejsce.
W 2000 wydał trzeci album studyjny pt. Tourist, który zadebiutował na piątym miejscu listy najczęściej kupowanych płyt w Szwajcarii. Również w 2000 wydał singiel „Paradies”. W październiku 2001 wydał czwarty album studyjny pt. Hildegard, a w 2002 – piąty album pt. Frisch, z którym zadebiutowała na 44. miejscu listy najczęściej kupowanych albumów w Szwajcarii. Płytę promował singlem „Kriminaltango”, nagranym z Niną Hagen.
W 2005 wydał album pt. 2 Pièces, na którym znalazł się m.in. utwór Nicka Cave’a i Kylie Minogue „When the Wild Roses Grow?” w interpretacji von der Heide’a i Kuno Lauenera. W maju 2008 wydał siódmy album studyjny pt. Freie Sicht, który promował singlami „Immer wenn du denkst” i „Gib mir was von dir”. W grudniu 2009 został ogłoszony przez szwajcarskiego nadawcę publicznego SF reprezentantem Szwajcarii w 55. Konkursie Piosenki Eurowizji. Z konkursowym singlem „Il pleut de l’or” zadebiutował na 65. miejscu listy przebojów w kraju. 27 maja wystąpił w drugim półfinale konkursu i zajął ostatnie, 17. miejsce, niekwalifikując się do finału.
Pod koniec sierpnia 2011 wydał ósmy albm studyjny pt. Lido, którą promował singlami „J’ai perdu ma jeunesse”, „Reste” i „La nuit dehors” oraz utworem „Bleu infini” DJ Antoine’a z gościnnym udziałem Heide’a i Mad Marka. Płyta zadebiutowała na 25. miejscu krajowej listy najczęściej kupowanych albumów. Również w 2011 napisał utwór „S`envoler” dla Francine Jordi i Floriana Asta na ich pierwszą wspólną płytę pt. Lago Maggiore. W 2013 nawiązał współpracę z Siną, z którą nagrał utwór „Chumm lee wärs doch la sii”, będący niemiecką wersją piosenki „Let’s Call the Whole Thing Off” z repertuaru Elli Fitzgerald i Louisa Armstronga. Numer znalazł się na płycie artystki pt. Duette. Również w 2013 zagrał w musicalu King Size wystawianym w Theaters Basel w Bazylei, a także napisał trzy utwory („SOS”, „Lieben ohne Hassen” i „Sehnsuch”) na trzeci album studyjny Beatrice Egli pt. Pure Lebensfreude. W 2014 wyruszył w trasę koncertową z Sandrą Studer i Gardi Hutter.

## Dyskografia
Albumy studyjne
- Michael von der Heide (1996)
- 30° (1998)
- Tourist (2000)
- Hildegard (2001)
- Frisch (2002)
- 2 Pièces (2005)
- Freie Sicht (2008)
- Lido (2011)